# Kleinschmidtklippen
Die Kleinschmidtklippen sind ein Felsenkliff im südlichen Abschnitt der Usarp Mountains des ostantarktischen Viktorialands. Sie ragen auf der gegenüberliegenden Seite des Thompson Spur an der Nordflanke des Swanson-Gletschers in der Daniels Range auf.
Wissenschaftler der deutschen Expedition GANOVEX I (1979–1980) nahmen ihre Benennung vor. Namensgeber ist der deutsche Geologe Georg Kleinschmidt (* 1938), der an dieser Forschungsreise beteiligt war.